# إدوارد فيليب ليفينغستون
إدوارد فيليب ليفينغستون (بالإنجليزية: Edward Philip Livingston)‏ هو سياسي أمريكي، ولد في 24 نوفمبر 1779 في جامايكا، وتوفي في 3 نوفمبر 1843 في الولايات المتحدة. حزبياً، نشط في الحزب الجمهوري الديمقراطي. وقد انتخب عضو مجلس ولاية نيويورك.